# Catedral de San Mateo (Jartum)
La Catedral de San Mateo o bien Catedral de Jartum es un edificio religioso situado en Jartum, capital del país africano de Sudán y del estado de Jartum, es además la sede del arzobispo de la arquidiócesis de Jartum. Está bajo el patronazgo del Apóstol Mateo. 
La catedral se encuentra en la orilla del Nilo Azul a 200 metros al norte de la mezquita Farouk. Fue en 1846 que se erigió aquí el Vicariato Apostólico de África Central con el primado Mgr. Casolani. 
Una primera pequeña iglesia sirvió como una catedral que se construyó en 1847. El Vicariato Apostólico fue confiado en 1872 a los Misioneros del Sagrado Corazón, fundados por Daniel Comboni que fue vicario apostólico de 1872 hasta su muerte en 1881. La ciudad fue tomada por los mahdistas en 1885; éstos destruyeron todas las misiones en el país. La guerra terminó en 1898 con la Batalla de Omdurman (justo en frente de Jartum). La pequeña catedral fue demolida por los fanáticos mahdistas en 1885. 
Cuando los británicos construyeron la moderna ciudad de Jartum, capital del Sudán anglo-egipcio, con amplias avenidas, finalizaron la nueva basílica catedral de tres naves en 1908 en estilo neorománico con una alta torre a un lado.